# Ethan Torchio
Ethan Torchio (Roma, 8 de octubre de 2000) es un baterista y compositor profesional italiano. En 2015, Torchio se convirtió en el baterista de la banda Måneskin, ganadora del Festival de San Remo 2021 y, más tarde, ese mismo año, del Festival de Eurovisión 2021, representando a Italia, con la canción «Zitti e buoni».

## Biografía
Ethan Torchio nació en la capital italiana de Roma el 8 de octubre de 2000, lo que lo convierte en el segundo miembro más joven del grupo, después de Thomas Raggi. Torchio es hijo de un director de cine, y tiene nueve hermanos, que son fruto de tres matrimonios diferentes.
Desde su juventud se interesó por la música y recibió lecciones de batería, citando entre sus influencias a los bateristas Art Blakey, Buddy Rich, Max Roach, Phil Collins, Neil Peart, John Bonham, Dave Weckl, Steve Gadd, Benny Grab y Jojo Mayer. Su principal inspiración como profesional es Stewart Copeland, de The Police.
Torchio reveló, durante una entrevista con la revista Rolling Stone, que se interesó por la música con tan solo cinco años, luego de escuchar por primera vez la canción «All of My Love», de la banda británica Led Zeppelin.

### Carrera
A diferencia de los otros miembros de Måneskin, que se conocieron en la escuela (De Angelis y Raggi habían asistido juntos a la escuela primaria y, durante la secundaria, con el cantante principal del grupo, Damiano David), el baterista encontró el grupo en 2015, poco antes de su fundación, a través de un anuncio publicado en Facebook, que decía estar «buscando músicos en Roma».
En 2017, después de dos años de actuar como artistas callejeros, la banda decidió inscribirse en la temporada 11 de X Factor Italia, participación que les valió el segundo lugar y un contrato firmado con Sony Music. Ese mismo año, Måneskin lanzaría su primera grabación profesional, el EP Chosen, y, en septiembre del año siguiente, su primer álbum de estudio, Il ballo della vita.
En 2021, el grupo alcanzó el éxito internacional tras ganar las dos ediciones de los Festivales de la Canción de San Remo y Eurovisión. Ese mismo año, la banda lanzó el álbum de estudio Teatro d'ira: Vol. I.

## Vida personal
Cuando se le preguntó sobre su sexualidad, el baterista se describió a sí mismo como "sexualmente libre". Torchio reveló en una entrevista que, al provenir de una familia numerosa, naturalmente tiene el deseo de formar una familia en el futuro.